# Amsil
Amsil är en stad i Nordkorea, nära den sydkoreanska gränsen. Amsil ligger på högra stranden av floden Hans nedre lopp, och ligger administrativt inom industriregionen Kaesong sydsydost om staden Kaesong.